# Szürkebálnafélék
A szürkebálnafélék (Eschrichtiidae) az emlősök (Mammalia) osztályának párosujjú patások (Artiodactyla) rendjébe, ezen belül a cetek (Cetacea) alrendágába tartozó család.
A családba 1 recens faj tartozik.

## Nevük
Ez az emlőscsalád a tudományos nevét, az Eschrichtiidae-t, Daniel Frederik Eschricht dán zoológus tiszteletére kapta.

## Rendszerezésük
A nembe az alábbi 1 élő nem és 3-4 fosszilis nem tartozik:
- †Archaeschrichtius Bisconti & Varola, 2006 - miocén; Olaszország
- †Eschrichtioides Bisconti, 2008 - pliocén; Olaszország
- szürkebálnák (Eschrichtius) J. E. Gray, 1864 - típusnem; kora pleisztocén-jelen; ma csak az Észak-Csendes-óceán, korábban az Észak-Atlanti-óceán is[3]
- †Gricetoides Whitmore & Kaltenbach, 2008 - pliocén; Észak-Karolina, USA
- †Megapteropsis - nomen dubium

A 2018-as évben végzett genetikai kutatások, azt sugallják, hogy talán a szürkebálnafélék (Eschrichtiidae) is igazi barázdásbálna-félék (Balaenopteridae) lennének, de a tudomány még mindig külön kezeli ezt a két csoportot.
Az Archaeschrichtius ruggieroi maradvány - késő miocén korszaki Olaszország - alapján, 2006-ban Bisconti és Varola írása szerint a szürkebálnafélék legelőször a Földközi-tengerben jelentek meg, körülbelül 10 millió évvel ezelőtt.

### Fordítás
- Ez a szócikk részben vagy egészben  az   Eschrichtiidae című angol Wikipédia-szócikk ezen változatának fordításán alapul.  Az eredeti cikk szerkesztőit annak laptörténete sorolja fel. Ez a jelzés csupán a megfogalmazás eredetét és a szerzői jogokat jelzi, nem szolgál a cikkben szereplő információk forrásmegjelöléseként.
- Ez a szócikk részben vagy egészben  a   List of extinct cetaceans#Suborder_Mysticeti című angol Wikipédia-szócikk ezen változatának fordításán alapul.  Az eredeti cikk szerkesztőit annak laptörténete sorolja fel. Ez a jelzés csupán a megfogalmazás eredetét és a szerzői jogokat jelzi, nem szolgál a cikkben szereplő információk forrásmegjelöléseként.